# Aficionados del Club Sport Emelec

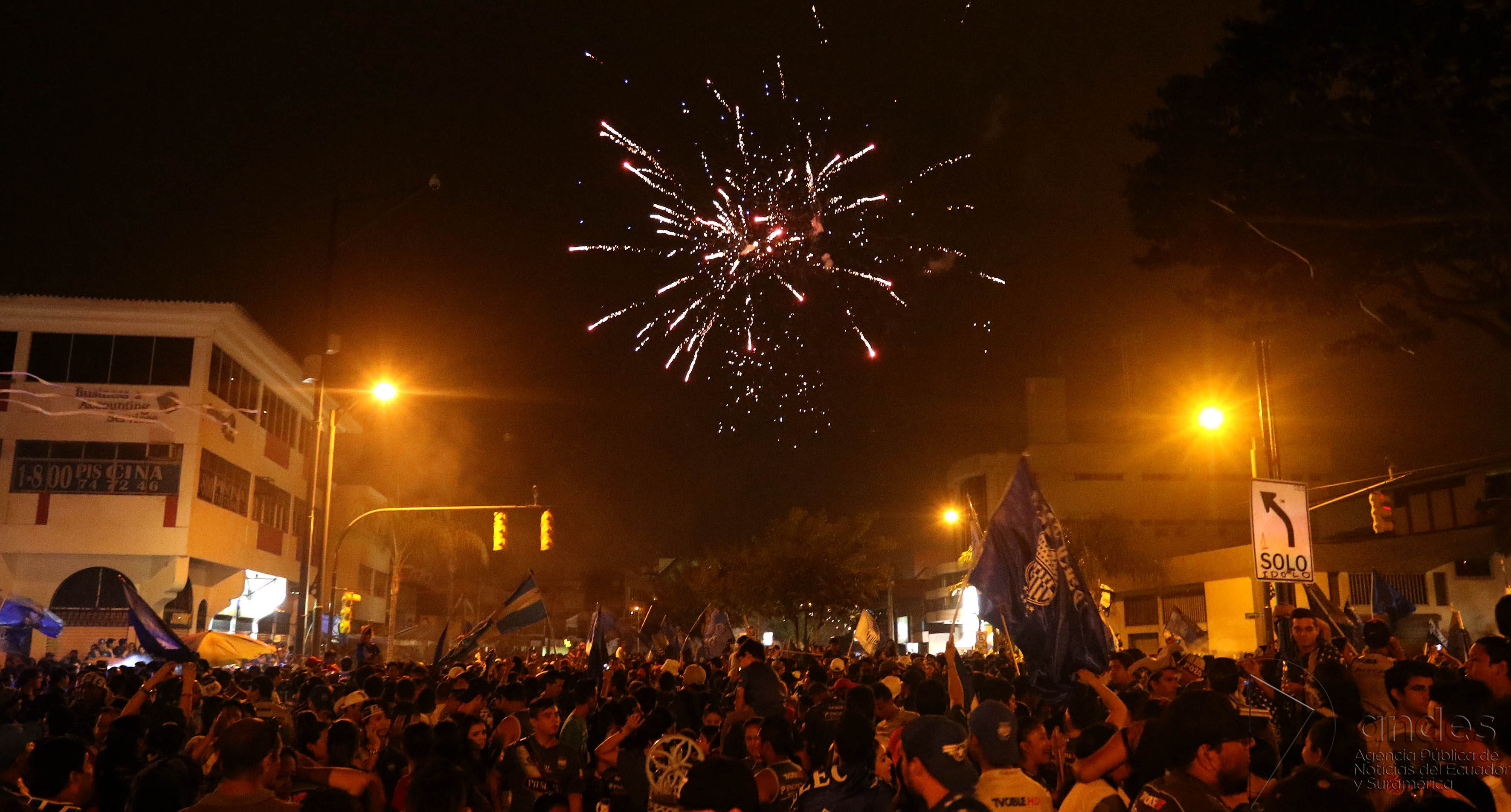
Hinchas del Emelec.

Los Aficionados del Club Sport Emelec o emelecistas, son cuantitativamente la segunda mayor hinchada del fútbol ecuatoriano, lo que representa un 28% de preferencia según un sondeo de la Escuela Superior Politécnica del Ejército realizada en el 2008. en el 2018 la Confederación Sudamericana de Fútbol publicó un listado de los 24 equipos con más hinchada del continente en donde ubicó a Emelec en el puesto número 19 con 5 millones de aficionados.

## Historia

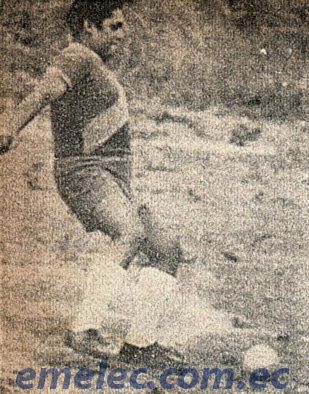
Julio Jaramillo vistiendo la camiseta eléctrica

Desde su fundación a finales del primer cuatrimestre de 1929, los hinchas emelecistas eran visto como miembros de la clase alta, debido a que su fundador y varios dirigentes deportivos eran de origen estadounidenses, así también tempranamente el equipo tuvo los primeros jugadores extranjeros participando en el campeonato ecuatoriano. Con el pasar de los años y la consecución de logros deportivos su hinchada se incrementó, sin embargo la mayorías de sus hinchas quedaron atados a su origen guayaquileño. 
Julio Jaramillo fue uno de los hinchas del siglo XX más famoso del Club Sport Emelec, ferviente hincha dejó para la posteridad fotos usando el uniforme eléctrico mientras mostraba sus dotes deportivos.
Ya en los años 80s varios hinchas azules formaron la primera brava futbolística del Ecuador, La Boca del Pozo.
En la actualidad existen grandes poblaciones de hinchas emelecistas en todo el territorio ecuatoriano, llegando a ser la tercera hinchada más popular en la región sierra, segunda en costa y oriente e incluso ser la mayoría en la región insular.

## Popularidad
Los partidarios azules se calculan en un 28% de la hinchada en el Ecuador, son reconocidos como la hinchada más fiel a su equipo, mostrado en la gran cantidad de asistencia que lleva cada año a sus estadio, y que ubica al Emelec como el club de futbol ecuatoriano más taquillero. En la región costa se han reportado caravana de hinchas azules en las provincias de El Oro, Santa Elena y Manabí. en el año 2019, el Centro Internacional de Estudios del Deporte público una lista de top 20 de los equipos a nivel global con mayor porcentaje de taquilla dentro de sus campeonatos nacionales, en el puesto 12 se situó Emelec, por encima de equipos como el Olimpia de Paraguay y el Sporting de Portugal.

### Socios
En las elecciones de 2018 se registró un récord histórico de socios que acudieron a votar por la directiva eléctrica, en donde acudieron 3 656 de los 6 163 socios habilitados para votar. La última vez que Emelec público oficialmente el número de socios activos fue en el año 2021.
| Fecha              | Número de socios |
| ------------------ | ---------------- |
| 1 de enero de 2018 | 13 000           |
| 1 de julio de 2021 | 17 228           |

### Hinchas célebres
| Presidentes           | Actrices              | Cantantes       | Científicos       |
| --------------------- | --------------------- | --------------- | ----------------- |
| Jaime Roldós Aguilera | Érika Vélez           | Julio Jaramillo | Efrén Avilés Pino |
| León Febres Cordero   | María Teresa Guerrero | Juan Cuvero     |                   |
| Rafael Correa         |                       | Jesús Fichamba  |                   |

### Celebraciones

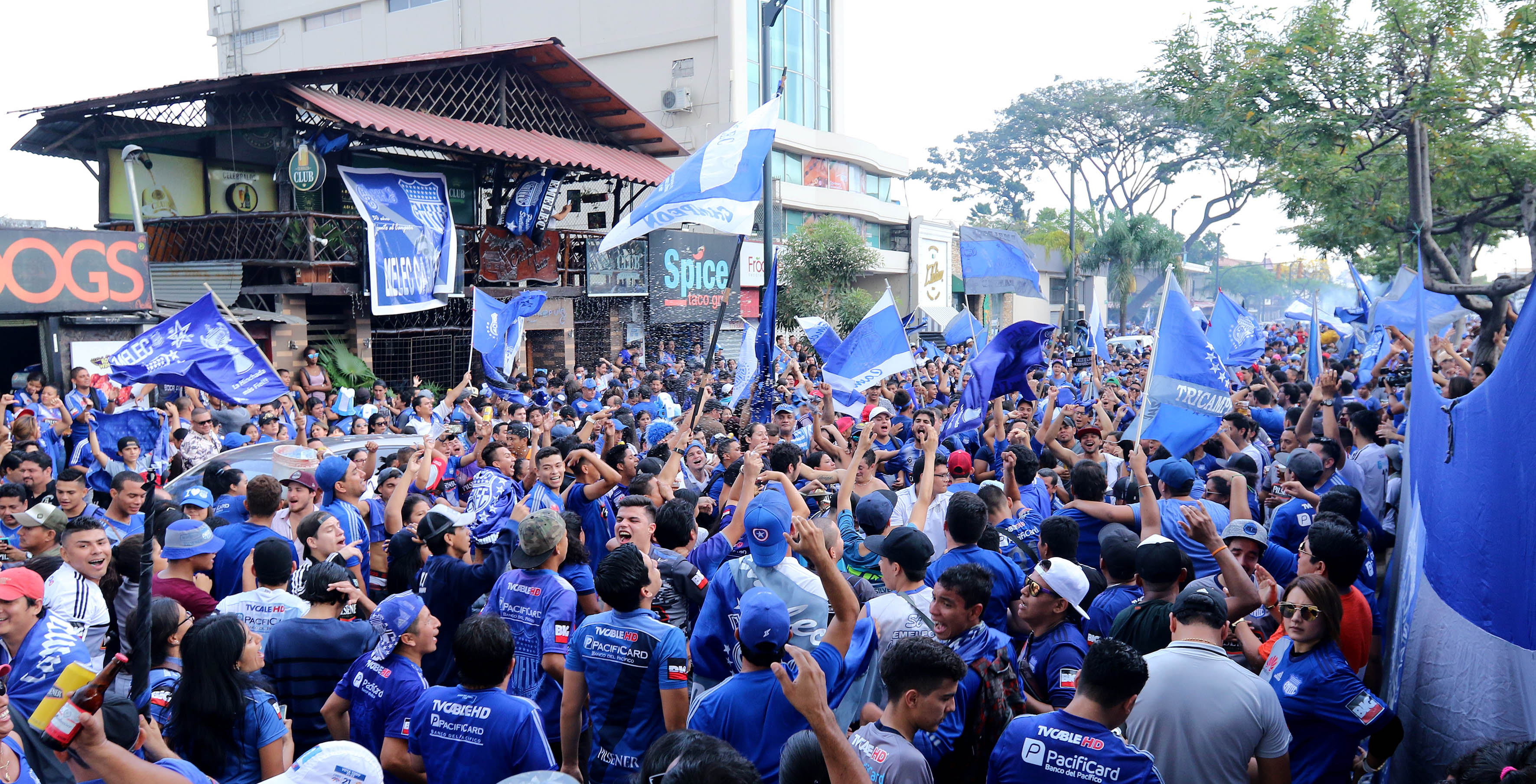

Los 21 de diciembre, los hinchas emelecistas celebran el Día del Pavo en conmemoración a haber goleado por 3 goles a 0 a su rival futbolístico, Barcelona S.C. en la final de vuelta del campeonato ecuatoriano en el año 2014. Los celebran en redes sociales y saludando a los hinchas del equipo vencido mostrando la mano con tres dedos.
La toma de la Víctor Emilio Estrada, luego de los triunfos de partidos importantes los aficionados emelecistas sueles congregarse a celebrar a lo largo de la avenida principal de la ciudadela Urdesa.
Banderazos, como despedida o como caravana los hinchas azules suelen organizar banderazos de apoyo al equipo eléctrico, como antesala a un partido de final de campeonato.

## Grupos organizados
La barra del Barra del Che Pérez originalmente bautizada como Barra Azul, fue creada con el objetivo de seguir al equipo a todos los estadios donde se presentara el equipo. Fue fundada por Eduardo Pérez el 9 de octubre de 1974, y fue la primera barra organizada del Ecuador. Sus miembros se ubican en la tribuna General Gómez.
La Boca del Pozo fue la primera barra brava creada en el ecuador, fue fundada el 25 de julio de 1980 por Giuseppe Cavanna en los bajos del cerro del Carmen. Fue creada con el objetivo de realizar caravanas en las principales calles de la ciudad, hasta llegar al estadio previo a los partidos, en donde al entrar se ubican en los graderios de la Avenida Quito.